# Igra s kockama
Igra s kockama je igra u kojoj se rabi jedna ili više kocaka čije su stranice označene brojevima od 1 do 6.
U tim igrama važno je dobiti što veći broj na jednoj kocki (na primjer Čovječe ne ljuti se) ili određenu kombinaciju brojeva na više kocaka (na primjer Jamb).
- Backgammon
- Čovječe ne ljuti se
- Jamb
- Igre uloga (makar se ne koriste samo kocke, a ima i vrsta ovih igara bez kocki)